# Portret Francisca Javiera de Larumbe
Portret Francisca Javiera de Larumbe (hiszp. Retrato de D. Francisco Javier de Larumbe) – obraz olejny hiszpańskiego malarza Francisca Goi (1746–1828). Jeden z sześciu portretów dygnitarzy namalowanych przez artystę na zlecenie nowo powstałego Banku Narodowego San Carlos.

## Okoliczności powstania
W latach 80. XVIII wieku kariera Goi jako portrecisty madryckiej arystokracji nabierała tempa. Był wówczas związany z dworem Karola III, a wkrótce miał otrzymać stanowisko nadwornego malarza. Znajomość artysty z Ceánem Bermúdezem zaowocowała ważnym zamówieniem na portrety dygnitarzy powstałego w 1782 Banku Narodowego San Carlos, instytucji finansowej poprzedzającej obecny Bank Hiszpanii. Ceán Bermúdez był sekretarzem banku, a jednocześnie historykiem i kolekcjonerem sztuki, z Goyą łączyła go długoletnia przyjaźń. Za jego wstawiennictwem sześciu z ośmiu bankowych dygnitarzy wybrało Goyę na swojego portrecistę. Obrazy były przeznaczone do dekoracji głównej sali zebrań. W latach 1785–1788 powstały kolejno portrety José de Toro y Zambrano, króla Karola III, Francisca Javiera de Larumbe, markiza de Tolosa, hrabiego de Altamira, i jako ostatni portret Francisca Cabarrusa. Goya otrzymał 2000 reali de vellón za portret de Larumbe i dodatkowo 200 na pozłacaną ramę obrazu. Wypłaty dokonano 15 października 1787.

## Opis obrazu
Francisco Javier de Larumbe był komisarzem wojskowym i dyrektorem honorowym Banku Narodowego San Carlos. Został przedstawiony w półpostaci, na neutralnym tle, podobnie jak markiz de Tolosa. Ma na sobie czarny haftowany kaftan, czerwoną kamizelkę oraz białą koszulę z żabotem i koronkowymi mankietami. Strój dopełniają biała peruka, czarny trikorn, który trzyma pod pachą i laska o złotej rękojeści. Na piersi widać krzyż orderu Karola III. Twarz jest lekko zarumieniona, a zagadkowe spojrzenie wydaje się zimne i wyrachowane.
Sposób przedstawienia postaci i niektóre elementy portretu, takie jak trudne do malowania ręce, znacznie wpływały na cenę obrazu. Z tego powodu na licznych portretach pędzla Goi ręce modeli są ukryte w połach kamizelki, za plecami modela, lub w inny sposób.

## Proweniencja
Obrazy namalowane przez Goyę dla Narodowego Banku San Carlos zostały razem z całą instytucją przejęte przez jej następcę – Bank Hiszpanii, gdzie obecnie się znajdują. Cała seria portretów dygnitarzy bankowych była przez wiele lat zapomniana. Obrazy, zdeponowane w rzadko używanym pomieszczeniu w dawnej siedzibie banku przy ulicy Atocha (obecnie Departament Długu Publicznego), odnalazł jego prezes, Francisco Belda. Zlecił on analizę bankowej księgowości, gdzie odnaleziono rejestr należności wypłaconych Goi kolejno za wszystkie sześć obrazów. Księgi te pomogły w udokumentowaniu i datowaniu portretów, które udostępniono publiczności po raz pierwszy w 1900, na wystawie poświęconej Goi.